# جامعة أوكلاهوما بانهاندل الحكومية
جامعة أوكلاهوما بانهاندل الحكومية (بالإنجليزية: Oklahoma Panhandle State University)‏ هي كلية عامة في غودويل (أوكلاهوما). الجامعة هي مؤسسة تمنح درجة البكالوريوس. يتم توفير الحوكمة العامة للمؤسسة من قبل مجلس أمناء كليات أوكلاهوما الزراعية والميكانيكية. يتم اعتماد البرامج الأكاديمية والدعم المالي وتنسيقها من خلال حكام ولاية أوكلاهوما للتعليم العالي.

## تاريخ
في عام 1908، أقر المجلس التشريعي في أوكلاهوما تشريعًا ينص على أنه «... [يجب] أن يكون لكل دائرة قضائية في المحكمة العليا مدرسة زراعية محلية من الصف الثانوي لتعليم الزراعة والميكانيكا والفروع المرتبطة بها، والعلوم المحلية والاقتصاد، بدورات تعليمية تؤدي إلى الكلية الزراعية والميكانيكية والمدارس الحكومية العادية».
تم إنشاء جامعة أوكلاهوما بانهاندل الحكومية استجابةً لهذا القانون وافتتحت في عام 1909 باسم معهد بان هاندل الزراعي (PAI) الذي يقدم التعليم الزراعي الثانوي لمنطقة بانهاندل. بدأ المعهد في تقديم دورات لإعداد معلمي المدارس العامة في عام 1915. في عام 1921، أذن المجلس التشريعي للمدرسة بتقديم منهج جامعي لمدة عامين، وتم تغيير الاسم إلى كلية بانهاندل الزراعية والميكانيكية (PAMC). بدأت الكلية في تقديم برامج للحصول على درجات لمدة أربع سنوات في عام 1925. في عام 1967، تم تعيين المدرسة على أنها كلية الزراعة والعلوم التطبيقية في ولاية أوكلاهوما بانهاندل. في عام 1974، اتخذت الجامعة اسمها الحالي.
تعتبر قاعة فرانكلين ‏، أقدم مبنى في المدرسة، مدرجة في السجل الوطني للأماكن التاريخية.

## الكليات
تم تنظيم الجامعة في 3 كليات التي تقدم درجات جامعية ودرجات البكالوريوس في مجالات مثل التاريخ والتعليم والأعمال والتمريض. تُنتج برامج الدرجات العلمية المُتعلقة بالزراعة خريجين ذوي قيمة وكفاءة مؤهلين للعمل في العديد من الصناعات المتعلقة بالأبقار والخيول والخنازير والزراعة في المنطقة.
تم اعتماد الجامعة إقليمياً من قبل لجنة مؤسسات التعليم العالي التابعة للرابطة الشمالية المركزية للكليات والمدارس لمنح الدرجات الجامعية والبكالوريوس. تمت الموافقة عليه أيضًا من قبل مجلس التعليم بولاية أوكلاهوما لإعداد معلمي الابتدائي والثانوي، والمجلس الوطني لاعتماد تعليم المعلمين (NCATE)، ومن قبل لجنة الاعتماد للتعليم في التمريض.
الكليات المكونة هي:
- كلية الزراعة والعلوم والتمريض
- كلية الأعمال والتكنولوجيا
- كلية الآداب والتربية

كما تتوفر على فرق قادرة على المنافسة على المستوى الوطني في: برمجة الكمبيوتر (OPSU AITP)، والأعمال التجارية (OPSU PBL)، والتحكيم على المحاصيل، وتحكيم الثروة الحيوانية.

## الرياضة
تتنافس الجامعة كعضو في مؤتمر سونر لألعاب القوى ‏ باسم (Aggies) (باستثناء الروديو وكرة القدم). ترعى الجامعة كرة القدم الأمريكية، والكرة الطائرة (سيدات)، والكرة اللينة (سيدات)، والبيسبول (رجال)، والغولف للرجال والسيدات، وكرة السلة للرجال والسيدات، وكرة السلة للرجال والسيدات.
- يلعب فريق كرة القدم في ملعب كارل ووتين ويتنافس في دوري كرة القدم للولايات المركزية [الإنجليزية]‏.
- نقطة فخر الجامعة هي فرق مُسابقات الروديو للرجال والسيدات. الجامعة عضو في منطقة السهول الوسطى في الرابطة الوطنية لمسابقة الروديو بين الكليات (NIRA) وقد فازت بالعديد من بطولات الفرق الإقليمية والوطنية، بالإضافة إلى العديد من البطولات الفردية في الرياضة. فاز فريق الجامعة للعبة الروديو للرجال بالألقاب الوطنية في أعوام 1997 و 1998 و 2000 و 2004. 2013 و 2017 و 2018.[2] كجزء من حزمة المنح الدراسية الخاصة بهم، قد يتلقى أعضاء فريق مسابقات الروديو أماكن إقامة في مساكن خاصة وأكشاك لحيواناتهم.

## خريجون متميزون
- جيم هولدر، لاعب كرة قدم أمريكي. حقق هولدر أرقامًا قياسية في عام 1963.
- فرانك بيد [الإنجليزية]‏، رجل خط هجوم سابق في فريق سياتل سيهوكس. لعب بيد في خط هجوم لفريق الجامعة لكرة القدم الأمريكية من عام 1995 إلى عام 1996.

## للاستزادة
- Sexton، Kathryn A. (1979). The Heritage of the Panhandle - The History of Panhandle State University: 1909-1979. Norman: University of Oklahoma Press. ص. 548 pp.

## روابط خارجية
- الموقع الرسمي